# Grevenknapp
Grevenknapp (en luxemburguès: Gréiweknapp; en alemany: Grevenknapp) és una vila de la comuna de Boevange-sur-Attert situada al districte de Luxemburg del cantó de Mersch. Està a uns 18 km de distància de la ciutat de Luxemburg.